# John W. Foster
John Watson Foster, né le 2 mars 1836 à Petersburg (Indiana) et mort le 15 novembre 1917 à Washington (district de Columbia), est un militaire, avocat, diplomate et homme politique américain. Membre du Parti républicain, il est ambassadeur des États-Unis au Mexique entre 1873 et 1880, en Russie entre 1880 et 1881, en Espagne entre 1883 et 1885 puis secrétaire d'État des États-Unis entre 1892 et 1893 dans l'administration du président Benjamin Harrison.

## Biographie
Né et élevé dans l'Indiana, il est d'abord avocat avant de servir comme général de l'Union pendant la guerre de Sécession. Il travaille ensuite comme journaliste, puis est nommé ambassadeur, successivement au Mexique (1873-1880), en Russie (1880-1881) et en Espagne (1883-1885).
Il est nommé secrétaire d'État par le président Benjamin Harrison à la suite du décès brutal de James G. Blaine, et occupe cette fonction de 1892 à 1893.